# 沃氏鸚竺鯛
沃氏鸚竺鯛（學名：Ostorhinchus wassinki），又稱沃氏鸚天竺鯛，為輻鰭魚綱鈎頭魚目天竺鯛科鸚竺鯛屬下的一個種，分布於中西太平洋馬來西亞到澳洲、巴布亞新幾內亞海域，深度0至22公尺，本魚體呈橢圓形，體稍側扁，頭大、眼大、口大且斜裂，頜齒細小，前鰓蓋骨邊緣有鋸齒，鰓蓋骨後緣棘不發達，體被弱櫛鱗，體色黃橙色，頭部顏色較深，頭部和身體上有大約6條狹窄的淺灰色到銀色條紋，最下面的一條條紋沿著下側延伸到臀鰭基部上方，背鰭2個，尾鰭叉形，背鰭硬棘8枚、背鰭軟條9枚、臀鰭硬棘2枚、臀鰭軟條8枚，體長可達7公分，棲息在珊瑚礁區，夜間成群或單獨活動，屬肉食性，繁殖期時，雄魚具有口孵習性，卵約7日化成仔魚，由雄魚吐出，具短暫的仔魚飄浮期，生活習性不明。